# Amenorrea
L'amenorrea è una condizione clinica caratterizzata dall'assenza di mestruazioni per oltre 6 mesi consecutivi nelle donne durante il periodo riproduttivo, che va approssimativamente dai 12 ai 49 anni di vita.
Il ciclo mestruale femminile comprende normalmente un ciclo di 28-30 giorni, che si suddivide in due fasi: la fase proliferativa e la fase secretrice. Alla fine del ciclo, lo strato uterino inizia a desquamarsi, fenomeno normale della mestruazione femminile.

## Eziologia
L'amenorrea è principalmente classificata in due tipi determinati dalla patogenesi. L'amenorrea primaria è l'assenza dell'inizio delle mestruazioni e l'amenorrea secondaria è l'assenza delle mestruazioni in una donna precedentemente mestruata normalmente. Esistono molte altre tipologie di classificazione dell'amenorrea basate sull'anatomia degli organi riproduttivi femminili, ma questa è la forma più accettata per classificare le cause dell'amenorrea.
Cause di amenorrea primaria
- Gravidanza
- Ipotrofia ipogonadotropica
- Lesioni endocrine
- Anomalie congenite
- Tumori

Cause di amenorrea secondaria
- Perdita di peso
- Ovulazione cronica
- Tumore ipofisario
- Sindrome di Cushing
- Tumori ovarici

## Epidemiologia
L'amenorrea non è una condizione che mette a rischio la vita, ma la perdita del ciclo mestruale è stata associata a un elevato rischio di fratture dell'anca e del polso. Negli Stati Uniti, l'amenorrea colpisce circa l'1% delle donne. Studi recenti indicano che l'obesità infantile potrebbe contribuire all'insorgenza precoce del menarca.

## Fisiopatologia
L'assenza di mestruazioni in una donna in età riproduttiva è correlata a disturbi del normale meccanismo ormonale e fisiologico o a anomalie anatomiche femminili. Il normale meccanismo fisiologico funziona bilanciando gli ormoni e fornendo un feedback tra ipotalamo, ipofisi, ovaie e utero.
Durante il normale ciclo mestruale femminile, l'ormone rilasciante le gonadotropine (GnRH) viene rilasciato dall'ipotalamo e agisce sull'ipofisi per liberare l'ormone follicolo-stimolante (FSH) e l'ormone luteinizzante (LH); questi due ormoni dall'ipofisi agiscono sulle ovaie e le ovaie, infine, producono estrogeni e progesterone per agire sull'utero e portare avanti la fase follicolare e secretoria del ciclo mestruale. Qualsiasi difetto a qualsiasi livello di questa normale fisiologia delle donne può causare l'amenorrea.
D'altro canto, una deviazione dall'anatomia normale degli organi riproduttivi di una donna può anch'essa causare amenorrea.

## Diagnostica
Oltre a un'anamnesi approfondita del paziente, la valutazione dovrebbe includere:
- Beta hCG per escludere la gravidanza, poiché la gravidanza è la causa più comune di amenorrea.
- Livello di prolattina per escludere il prolattinoma.
- Testosterone e DHEAS per escludere l'iperandrogenismo.
- FSH e LH per l'amenorrea ipotalamica, BMI (per cercare malnutrizione, anoressia nervosa ed esercizio fisico eccessivo).
- Ecografia pelvica e TC delle ghiandole surrenali per i tumori secernenti androgeni e altri difetti anatomici come la sindrome di Mayer-Rokitansky-Kauser-Hauser.
- Test della sfida con progesterone: questo test viene eseguito per differenziare tra anovulazione, cause anatomiche e carenza di estradiolo come cause di amenorrea. Si somministra progesterone al paziente tramite iniezione intramuscolare e dopo il ritiro del progesterone. Se si verifica un sanguinamento entro 2-7 giorni, la causa deve essere l'anovulazione, ma se non si verifica alcun sanguinamento dopo il ritiro del progesterone, le cause sono diverse dall'anovulazione o dalla menopausa precoce. Queste altre cause possono includere carenza di estradiolo o difetti anatomici come stenosi cervicale e sindrome di Asherman.
- Cariotipo, talvolta un test importante per le sindromi di Turner e di insensibilità agli androgeni.

## Trattamento
L'approccio per il trattamento dell'amenorrea è variabile ed esso dipende principalmente dalla causa della patologia. Se la causa dell'amenorrea è la carenza di estrogeni, è possibile somministrare estrogeni. Se l'amenorrea è dovuta a malnutrizione, un adeguato piano alimentare può curare con successo il paziente. Per l'anoressia nervosa e l'amenorrea indotta dallo stress, la terapia cognitivo-comportamentale e gli SSRI possono essere utili. Farmaci agonisti della dopamina come la cabergolina possono trattare il prolattinoma e, se di grandi dimensioni, la chirurgia può garantire una cura completa. La procedura chirurgica appropriata può trattare le cause anatomiche dell'amenorrea. La sindrome dell'ovaio policistico può essere gestita con contraccettivi orali combinati e metformina. Gli SSRI possono trattare l'amenorrea ipotalamica indotta dallo stress.
Esistono prove solide che i pazienti con irregolarità mestruali presentano un elevato rischio di fratture ossee e, pertanto, la prevenzione dell'osteoporosi dovrebbe essere la prossima misura. Ai pazienti dovrebbero essere offerti integratori di vitamina D e calcio.
Poiché l'amenorrea può influire anche sull'autostima, è necessaria una consulenza sulla salute mentale.
Le donne con stress e disturbi alimentari dovrebbero essere sottoposte a modifiche comportamentali.